# JOJ WAU
JOJ Wau je třetí stanice patřící pod TV JOJ, se zaměřením zejména na kriminální seriály. Vysílat začala 15. dubna 2013 v 06:00 reprízou soutěže Miss Slovensko 2013. Původně byla zaměřena na cílovou skupinu mladých žen. Vysílala zejména reality show, lifestylové magazíny, především o bydlení, nakupování, vaření, přípravách na rodičovství, o životním stylu, o svatbách , o hubnutí, o plastických operacích a dalších "ženských" tématech.
Svůj signál šíří prostřednictvím satelitu Astra 3B, DVB-T (v 1. multiplexu) a IPTV sítí.

## Programy

### Vlastní zábavné programy
- Nákupní maniačky
- Pálí jí to!
- S Lucií v kuchyni

### Vlastní seriály
- Bratislava Den a noc
- Kdyby bylo kdyby
- Odsúdené

### Publicistika
- Supermama
- Top Star

### Akviziční seriály
- Ben a Kate (Ben and Kate)
- C.S.I .: Kriminálka Miami (CSI: Miami)
- Kosti (Bones)
- Matlock (Matlock)
- Mazané služky (Devious Maids)
- JAG

### Telenovely
- Bouře: Dobrodružství lásky (La tempestad, vysílané: 28. duben 2014)
- Červené růže (Rote Rosen, vysílané: 15. duben 2013)
- Láska a pomsta (Valientes, vysílané: 3. červen 2013)
- Láska v Istanbulu (Lale Devrim, vysílané: 5. srpen 2013)
- Lena - moje láska (Lena - Liebe meines Lebens, vysílané: 15. duben 2013)
- Rosalinda (Rosalinda, vysílané: 3. červen 2013)
- Touha (Desire, vysílané: 15. duben 2013 – 2. srpna 2013)

### Dokumentární seriály
- Na toulkách světem (Uberguide)
- Specialisté na mohutná těla (Big Body Squad)

### Shows
- Pekelná výzva
- Miminka
- Naše Svatba
- Předělat rodičovský dům
- Kardashianky a jejich rodina
- Extrémně proměny – Nevěsty
- Ty Zhubni a ty přiber!
- Plastický chirurg z Beverly Hills
- Nejlepší vizážisté
- Jídlo, co tě žere
- Nejšpinavější domácnosti
- Skutečné paničky z Beverly Hills
- Ano, šéfe! USA